# Milestones (마일스 데이비스의 음반)
| 전문가 평가                          | 전문가 평가 |
| 평가 점수                            | 평가 점수   |
| 출처                                 | 점수        |
| ------------------------------------ | ----------- |
| AllMusic                             | [ 3 ]       |
| DownBeat (Original LP release)       | [ 4 ]       |
| The Encyclopedia of Popular Music    | [ 5 ]       |
| Tom Hull                             | B+          |
| The Penguin Guide to Jazz Recordings | [ 7 ]       |

《Milestones》는 미국의 재즈 트럼펫 연주자, 밴드 리더, 작곡가 마일스 데이비스의 스튜디오 음반이다. 1958년 9월 2일, 컬럼비아 레코드에 의해 발매되었으며, 그의 "첫 번째 위대한 퀸텟"이 섹스텟으로 추가되었다.

## 구성
1958년 테너 색소폰 연주자 존 콜트레인이 데이비스의 그룹으로 돌아온 것은 "모들 단계" 음반과 동시에 《Milestones》과 《Kind of Blue》 (1959년)는 1950년대 모던 재즈의 필수적인 사례로 여겨진다. 이 시점에서 데이비스는 메이저와 마이너가 아닌 모드 스케일 패턴을 실험하고 있었다.
데이비스는 〈Walkin'〉을 연상시키는 블루스인 〈Sid's Ahead〉에서 트럼펫과 피아노를 모두 연주한다. 그는 앙상블 악장에서 트럼펫을 연주하고 트럼펫에서 솔로 연주를 하지만 레드 갈란드가 없을 때 색소폰 연주자들과 동행하기 위해 피아노로 이동한다. 〈Billy Boy〉는 갈란드와 리듬 섹션을 위한 솔로 피쳐링이다.

## 평가
올뮤직의 톰 쥬렉은 《Milestones》를 비밥과 포스트밥 정맥에 블루스 소재를 모두 갖춘 클래식 음반과 재즈에 모들리즘을 도입하고 이후 몇 년 동안 데이비스의 후속 음악을 정의했던 "기억할 만한" 타이틀곡이라고 불렀다. 《팝매터스》의 앤디 헤르만은 이 음반이 《Kind of Blue》보다 더 공격적인 스윙을 제공하고 색소폰 연주자 존 콜트레인과 캐넌볼 애덜리 사이의 첫 번째 세션을 보여주는데, 그들의 다른 스타일은 "서로 먹고 마시고 각각의 음악가를 더 높은 곳으로 밀어낸다"고 느꼈다. 《올 어바웃 재즈》의 짐 산텔라는 데이비스가 징집한 인원의 자질은 비록 섹스텟이 짧았지만 "매우 최고"였고, 《Milestones》는 "재즈의 역사를 형성하는데 도움을 준 중요한 음반"이라고 말했다.

## 곡 목록
| #  | 제목             | 작곡                     | 재생 시간 |
| -- | ---------------- | ------------------------ | --------- |
| 1. | 〈Dr. Jackle〉   | 재키 맥린                | 5:55      |
| 2. | 〈Sid's Ahead〉  | 마일스 데이비스          | 13:13     |
| 3. | 〈Two Bass Hit〉 | 존 루이스, 디지 길레스피 | 5:19      |

| #  | 제목                    | 작곡                     | 재생 시간 |
| -- | ----------------------- | ------------------------ | --------- |
| 1. | 〈Milestones〉          | 데이비스                 | 5:49      |
| 2. | 〈Billy Boy〉           | 민요, 아마드 자말 (편곡) | 7:19      |
| 3. | 〈Straight, No Chaser〉 | 셀로니어스 몽크          | 10:41     |